# Fintry
Fintry est un village situé dans le Stirling, en Écosse.